# Скрыпкин, Фёдор Михайлович
Фёдор Михайлович Скрыпкин (12 марта 1923 года — 11 июля 1971 года) — гвардии рядовой, автоматчик 2-го батальона 216-го гвардейского стрелкового полка 79-й гвардейской стрелковой дивизии 28-го гвардейского стрелкового корпуса 8-й гвардейской армии 1-го Белорусского фронта, полный кавалер Ордена Славы (1946).

## Биография
Родился 12 марта 1923 года в селе Чернава ныне Измалковского района Липецкой области в крестьянской семье.
Окончил 2 класса. В 1939 году уехал в Чистяково (ныне Торез Донецкой области, находящийся под контролем самопровозглашённой Донецкой Народной Республики), работал на шахте. В 1942 году переехал в село Денисовка Колпнянского района Орловской области, работал в колхозе.
В январе 1943 года призван в РККА, с марта 1943 года находился на фронтах Великой Отечественной войны.
14 января 1945 года, будучи автоматчиком 2-го стрелкового батальона 216-го гвардейского стрелкового полка 79-й гвардейской стрелковой дивизии 8-й гвардейской армии 1-го Белорусского фронта, гвардии рядовой Скрыпкин в боях в районе деревни Цецилювка (Польша) в числе первых ворвался в расположение противника, уничтожил 6 вражеских солдат и взял в плен офицера. 16 февраля 1945 года награждён орденом Славы 3 степени.
В период с 4 по 9 февраля 1945 года, находясь в боевом охранении в районе города Геритц в 9 км к югу от Кюстрина, своевременно обнаружил группу вражеских автоматчиков и вместе с бойцами сразил 12 вражеских пехотинцев и взял в плен четверых пехотинцев. Всего за указанный период лично уничтожил более 10 вражеских солдат и взял в плен офицера. 31 марта 1945 года награждён орденом Славы 2 степени.
В апреле 1945 года в бою на кюстринском плацдарме на левом берегу реки Одер первым ворвался во вражескую траншею и уничтожил 5 вражеских солдат, в бою был ранен. Указом Президиума Верховного Совета СССР от 15 мая 1946 года награждён орденом Славы 1 степени, став полным кавалером ордена Славы.
В 1947 году был демобилизован, после демобилизации жил в Макеевке, работал в очистном забое шахтоуправления.
Скоропостижно скончался 11 июля 1971 года. Похоронен в Макеевке.